# Nicholas Marcellus Hentz
Pour les articles homonymes, voir Hentz (homonymie).
Nicholas Marcellus Hentz est un arachnologiste américain d'origine française, né le 25 juillet 1797 à Versailles et mort le 4 novembre 1856 à Marianna en Floride.

## Biographie
Fils de l'avocat et homme politique révolutionnaire Nicolas Hentz, Hentz commence des études de médecine à Paris, mais son père, après la chute de Napoléon en 1816, doit s'exiler comme régicide et part aux États-Unis. Hentz devient professeur changeant souvent de ville durant toute sa vie.
Il est l'un des premiers à s'intéresser aux araignées de ce pays ce qui lui permet de décrire un grand nombre d'espèces nouvelles.